# Josie and the Pussycats (cómic)
Josie and the Pussycats (inicialmente publicado como She's Josie y también simplemente como Josie) es un cómic de humor para adolescentes sobre una banda de rock ficticia, creado por Dan DeCarlo y publicada por Archie Comics. Fue publicado desde 1963 hasta 1982; desde entonces, cómics one-shot han aparecido sin una regularidad específica. Una segunda serie, ambientada en el universo de New Riverdale, fue lanzada en septiembre de 2016.
La serie fue adaptada en una serie animada del sábado por la mañana por Hanna-Barbera Productions en 1970 y una película de imagen real por Universal Studios y Metro-Goldwyn-Mayer en 2001. Dos álbumes fueron grabados bajo el nombre Josie and the Pussycats: uno como el banda sonora para la serie animada, la otra como la banda sonora de la película cinematográfica. La banda también aparece en la serie dramática Riverdale en The CW.

## Historia de publicación
El caricaturista Dan DeCarlo, que había pasado la mayor parte de la década de 1950 dibujando cómics de humor para adolescentes y mujeres de carrera, como Millie the Model para Atlas Comics, el precursor de Marvel Comics en esa década, también comenzó a trabajar independientemente para Archie Comics. En 1960, él y el editor en jefe de Atlas, Stan Lee, cocrearon la tira de prensa cómica de corta duración Willie Lumpkin, sobre un correo postal suburbano, para Publishers Syndicate de Chicago, Illinois. Buscando el trabajo de más tiras cómicas, DeCarlo creó a los personajes de Josie y sus amigos casi al mismo tiempo. La esposa del artista, Josie DeCarlo, del mismo nombre de Josie, dijo en una entrevista citada en el obituario de DeCarlo: "Fuimos en un crucero por el Caribe, y yo tenía un disfraz [de gato] para el crucero, y de esa manera comenzó".
DeCarlo primero trató de vender el personaje como una tira cómica sindicada llamada Here's Josie, rememorando en 2001:
Cuando Publishers Syndicate en Chicago se interesó en Willie Lumpkin... También estaba presionando por mi propia tira e intentando publicarla. Antes de llegar a Publishers Syndicate, fui a United Feature en Nueva York con dos tiras: Barney's Beat y Josie. [United Feature] me dijo que les gustaban las dos, y que les gustaría ver más muestras, porque no había traído muchas. Traje quizás seis de Barney's Beat y seis de Josie. Eso me planteó un problema. Sabía que no podría manejar ambas tiras y aún seguir con el trabajo de cómics, porque un bit sindicado era muy arriesgado. Entonces, decidí dejar de lado a Josie, y me concentré en Willie Lumpkin. [Cuando esa tira terminó después de] un año, tal vez un año y medio [,] rápidamente envié la tira de Josie ante Publishers y Harold Anderson, y la envió de vuelta y dijo: "No es lo que buscamos, Dan, pero sigan con el buen trabajo', o palabras de ese tipo. Entonces fue cuando decidí llevárselo a Archie para ver si podían hacerlo como un cómic. Se lo mostré a Richard Goldwater, y él se lo mostró a su padre, y uno o dos días después obtuve el OK para hacerlo como un cómic.
Josie se presentó aproximadamente de manera simultánea en Archie's Pals 'n' Gals #23 (1962-1963), y en su propio título. El primer número de She's Josie, con fecha de portada en febrero de 1963, se publicó en diciembre de 1962, al mismo tiempo que el número de Archie's Pals 'n' Gals. La serie presentaba a la pelirroja juiciosa de naturaleza dulce Josie, su amiga rubia bombshell despistada Melody, y a la inteligente, cínica y atrevida Pepper. Estos primeros años también contaron con los personajes de Albert, el novio beatnik de Josie; Sock, el fuerte pero insípido novio de Pepper (nombre real Socrates); el rival de Albert, Alexander Cabot III, quien perseguía el afecto de Josie y Melody; y la odiosa hermana gemela de Alex, Alexandra Cabot. Ninguno de los personajes principales de Archie apareció con Josie hasta el noveno número de su propio título. Ocasionalmente, Josie y sus amigos aparecerían en cómics "crossover" con los personajes principales de Archie. She's Josie se mostró como Josie en la portada a partir del número 14 (agosto de 1965), se le cambió el nombre oficialmente a Josie con el número 17 (diciembre de 1965), y nuevamente se le cambió el nombre a Josie and the Pussycats con el número 45 (diciembre de 1969). Bajo este título, la serie terminó su publicación con el número 106 (octubre de 1982). Josie y su banda también hicieron apariciones irregulares en Pep Comics y Laugh Comics durante la década de 1960.
En 1969, Archie Comics realizó varios cambios en el cómic Josie:
- En Josie #42 (agosto de 1969), Josie conoció a un cantante de folk rubio muy robusto llamado Alan M., quien, con el tiempo, se convirtió en el recurrente "novio-exnovio-novio otra vez" de Josie (para gran disgusto de Alexandra, quien también quedó prendada de inmediato con Alan M. y nunca perdía la oportunidad de intentar robar su afecto).
- En Josie #43 (septiembre de 1969), Alexandra descubre que su gato Sebastian es en realidad una reencarnación de un antepasado de la familia Cabot, que fue ejecutado por consorcio con brujas. Cada vez que Alexandra tiene a Sebastian en sus brazos, puede lanzar poderosos hechizos mágicos. Esta habilidad parece darle a Alexandra una ventaja en su competencia contra Josie por el amor de Alan M., pero los hechizos que suele lanzar son contraproducentes de alguna manera. Además, sus hechizos desaparecerían siempre que alguien cercano chasqueara los dedos (lo que ocurría a menudo). Los poderes de brujería de Alexandra y Sebastian no se usaron en el programa de televisión homónimo producido por Hanna-Barbera, y pronto también fueron descontinuados en el cómic.
- En Josie and the Pussycats #45 (diciembre de 1969), el primer número que llevaba este nuevo título, Josie y Melody deciden formar una banda llamada Pussycats, y le piden a Alexandra que sea su bajista. Alexandra acepta, pero solo si las chicas cambian el nombre del grupo a "Alexandra's Cool Time Cats". Al esperar que Josie y Melody cedieran a sus demandas, Alexandra se pone nerviosa cuando descubre que su hermano Alex se ha nombrado gerente de las Pussycats y encontró a una bajista de reemplazo en Valerie Smith, una chica nueva en la escuela. Los Pussycats confeccionan sus uniformes de banda con estampados de leopardo (con bandanas de orejas de gato y largas colas felinas) y se presentan en su primer concierto, un baile escolar, como una furiosa Alexandra intenta sin éxito usar su brujería para desquitarse de las Pussycats y Alex.

La versión re-imaginada de este cómic resultó en tres bajas: Albert, Sock y Pepper, que fueron omitidos por completo. A partir de 1970, la mayoría de las historias en el cómic giraron en torno a las Pussycats que viajaban por todo el país y el mundo para realizar conciertos, con Alan M., Alex y Alexandra (y, a veces, Sebastian). Cuando las chicas no tenían presentaciones escénicas, estaban en casa lidiando con las diversas pruebas y tribulaciones de la vida adolescente, a menudo incluyendo los celos de Alan M. por Alex, y los celos de Josie por Alexandra. Este cómic se publicó hasta 1982, luego de lo cual las chicas a menudo aparecían en varias ediciones de Archie Giant Series, además de cómics miniseries y one-shots propios. Las historias de Josie reimpresas (incluidas las ocasionales historias previas a formación de las Pussycats) aparecen con frecuencia en los diversos  de Archie Library. Archie & Friends #47-95 (junio de 2001 a noviembre de 2005) continuó incluyendo nuevas historias de Josie and the Pussycats en el estilo habitual de la casa editorial después de que la película de 2001 recreara el interés por la serie. Más tarde aparecieron en una nueva historia de dos partes, "Battle of the Bands", en Archie & Friends #130-131 (junio-julio de 2009).

### Cambio de imagen manga
En marzo de 2005, Archie Comics anunció que se publicaría una versión en manga de este título, con ilustraciones de Tania del Río, que también fue responsable de la renovación del manga de Sabrina the Teenage Witch. La primera de esas historias de "Josie and the Pussycasts", "Opening Act" se publicó en Tales from Riverdale Digest #3 (agosto de 2005). La banda había aparecido previamente en forma de manga en Sabrina the Teenage Witch #67 (agosto de 2005).
En Archie & Friends #96 (enero de 2006) se volvió a confirmar el origen de los Pussycats. La versión manga implica que ninguno de los personajes se conocían previamente. Josie Jones se separó del coro de la escuela, pero conoció a Valerie Smith y las dos fundaron la banda. Ellos reclutaron a Melody, cuya idea era usar trajes de gato. Al principio a la banda no le iba bien, pero a Alex le gustaba el grupo, aunque Alexandra podía decir que estaba más interesado en Josie. El padre de Alex lo dejó ser el gerente siempre y cuando no usara su riqueza para ayudarlos a convertirse en estrellas. En Sabrina the Teenage Witch #72 (febrero de 2006), un extraño llamado Alan ayudó a cargar sus equipos. Josie, ya atraída por Alan, pensó celosamente que había una atracción entre Alan y Melody. Alex lo contrató como su tramoyista.
El manga se enfocó en el intento del grupo por alcanzar la fama en lugar de en su carrera después de que ya lo hayan logrado. Presentaba personajes que no se veían en otros cómics, como la hermana menor de Alan, Alison, y un grupo rival, Vixens. La versión manga no fue popular entre los lectores, que preferían el estilo tradicional. Su aparición final fue en Archie & Friends #104 (diciembre de 2006). Una reinvención de Katy Keene lo reemplazó (ambos se presentaron uno al lado del otro en la última parte de la publicación del manga), aunque tampoco duró.

### Reinicio
El 8 de junio de 2016 se anunció un reinicio de la serie con el mismo estilo de los reinicios de Archie, Jughead y Betty & Veronica como parte del nuevo sello editorial New Riverdale. La serie está escrita por Marguerite Bennett y Cameron DeOrdio con ilustraciones de Audrey Mok. Este reinicio muestra a Josie uniendo a la banda para tomar su gran oportunidad de llegar al estrellato musical, solo para enfrentarse a las maquinaciones de Alexandra Cabot, la hija siempre maquiavélica del mánager de las Pussycats. El primer número se publicó el 28 de septiembre de 2016.

## Personajes

### Josie
Una pelirroja de cabello corto, Josie es la líder y cofundadora de las Pussycats. Ella es la vocalista principal y toca la guitarra. Presentada como una adolescente dulce, atractiva y sensata, Josieella suele ser el centro estable en medio del caos que rodea a su banda y sus amigos.
El apellido de Josie ha sido inconsistente. Alternativamente, fue "Jones" o "James" durante gran parte de la publicación del cómic. McCoy era su apellido para la película de 2001. Archie Comics más tarde a veces reconoció los apellidos de la película como canónicos, aunque no de manera consistente. En unas cuantas historias reimpresas durante la década 2000, Archie Comics cambió su apellido a McCoy. Sin embargo, la versión manga usó "Jones", también que fue su primer apellido en aparecer en los cómics.
Durante los primeros años de su cómic (1963–1969), Josie salió con un guitarrista llamado Albert. Durante y después de la renovación de Josie and the Pussycats, ella salió con Alan M. Mayberry. Alexander Cabot se siente atraído regularmente por ella en los cómics. Aunque se sabe que sale con él, ella realmente ama a Alan M.
En la serie animada, la voz de Josie fue interpretada por Janet Waldo (la voz de Judy Jetson y Penelope Pitstop) y su voz de canto fue interpretada por Cathy Dougher. Ella fue interpretada por Rachael Leigh Cook en la película de imagen real de 2001 (voz cantada interpretada por Kay Hanley). Ella aparece en la serie Riverdale de The CW, con Ashleigh Murray interpretándola como una afroamericana y cantante principal de la banda.

### Melody
Cofundadora y baterista de las Pussycats (también cantó vocales ocasionales de la serie de televisión), Melody es una linda rubia y usualmente habla con voz cantada, señalada por las notas musicales en sus globos de diálogo. Es una especie de personaje despistado y abstraído que a menudo usa un lenguaje absurdo y sin sentido, y proporciona gran parte del alivio cómico de la serie.
Muchas historias del cómic utilizan la belleza de Melody como un disparador de la trama. Cuando los personajes masculinos la ven, caen incontrolablemente por ella y pierden todo el sentido de cualquier otra cosa, lo que con frecuencia lleva al caos; aunque, ella es generalmente ajena a esto. A pesar de cualquier problema que ocurra para ella o sus amigos, ella mantiene una actitud alegre y optimista.
En la serie animada, siempre que el grupo se encuentre en una situación peligrosa o potencialmente peligrosa, las orejas de Melody se moverían. En la caricatura, a menudo le lavan el cerebro, pero ya es muy tonta. Más tarde, en la serie Josie and the Pussycats in Outer Space, adopta a un pequeño y adorable alienígena llamado Bleep.
Casi nunca recibe un apellido en historias de cómic. De vez en cuando, se la llama "Melody Jones". En estos momentos, el apellido "James" se usa para Josie con el fin evitar confusiones. Sin embargo, el manga, después de haberse decidido por el nombre "Josie Jones", esencialmente lo anula. La película de 2001 establece su apellido como Valentine, un nombre que Archie Comics ha aceptado.
Su voz es interpretada por Jackie Joseph, y su voz de canto es interpretada por Cheryl Ladd (acreditada como Cherie Moor). Ella fue interpretada por Tara Reid en la película de imagen real. La voz de Bleep fue hecha por Don Messick (que también brinda la voz de Scooby-Doo, Astro, Dr. Benton Quest, Boo Boo, y otros más). Ashanti Bromfield la retrata en la serie Riverdale.

### Valerie
Valerie interpreta voces de respaldo (en los cómics, dibujos animados y la película) y ocasionalmente canta la iniciativa (casi siempre en la serie de televisión) para las Pussycats. En los cómics y la película, ella toca el bajo; en la animación, toca la pandereta. Ella también es la principal compositora del grupo, y ocasionalmente se la ve tocando diferentes instrumentos. En el cómic, ella reemplazó a Pepper, una morena de gafas de mente afilada.
Su apellido puede ser el más definido de las tres. Archie Comics ha usado ocasionalmente el nombre "Brown" de la película de imagen real en su sitio web y en material de promoción, pero en los cómics, ella siempre es llamada Valerie Smith. Pero recientemente, el apellido "Brown" se ha usado nuevamente en los cómics y en la serie de televisión Riverdale. El regreso del apellido Brown ocurre debido al regreso del personaje de Pepper Smith en el universo de New Riverdale y Archie Horror.
En los cómics, ella es más torpe que sus dos compañeros de banda. Además de ser buena en ciencias y mecánica automotriz experta, ocasionalmente muestra un temperamento rápido además de ser físicamente más fuerte de lo que parece. También está menos preocupada por su apariencia o su vida amorosa que Josie, Melody o Alexandra, y rara vez se la ha visto en una relación romántica, aunque en la animación parece se siente atraída por Alexander. En 2010, comenzó una relación romántica con Archie Andrews, aunque la agenda de giras de su banda a menudo la mantenía alejada de Riverdale y lejos de Archie (para alivio de Veronica Lodge y Betty Cooper, las otras "novias" de Archie).
En la serie animada, es algo similar a Velma Dinkley de Scooby-Doo y de hecho ambas se conocieron en un episodio de The New Scooby-Doo Movies de 1973, "The Haunted Showboat". Ella es el personaje que salva el día más a menudo, gracias a su astucia callejera y su genio mecánico y científico. En los cómics, esto se minimiza, aunque sigue siendo la más inteligente del grupo. Ella es la primera de caricatura femenino afroamericano en una serie de televisión animada regular.
La voz de Valerie es interpretada por Barbara Pariot, y su voz de canto es interpretada por Patrice Holloway, hermana de la artista de grabación de Motown, Brenda Holloway. Ella fue interpretada por Rosario Dawson en la película de imagen real. Hayley Law la retrata en la serie Riverdale.